# Chromodoris mariana
Chromodoris mariana is een slakkensoort uit de familie van de Chromodorididae. De wetenschappelijke naam van de soort is voor het eerst geldig gepubliceerd in 1890 door Bergh.